# Silex (Missouri)
Silex és una població dels Estats Units a l'estat de Missouri. Segons el cens del 2000 tenia 206 habitants.

## Demografia
Segons el cens del 2000, Silex tenia 206 habitants, 80 habitatges i 59 famílies. La densitat de població era de 418,6 habitants per km².
Dels 80 habitatges en un 33,8% hi vivien nens de menys de 18 anys, en un 53,8% hi vivien parelles casades, en un 16,3% dones solteres i un 26,3% no eren unitats familiars. En el 21,3% dels habitatges hi vivien persones soles, el 6,3% de les quals corresponia a persones de 65 anys o més que vivien soles. El nombre mitjà de persones vivint a cada habitatge era de 2,58 i el nombre mitjà de persones que vivien en cada família era de 2,97.
Per edats, la població es repartia de la següent manera: un 26,2% tenia menys de 18 anys, un 8,7% entre 18 i 24, un 33% entre 25 i 44, un 18,4% de 45 a 60 i un 13,6% 65 anys o més.
L'edat mediana era de 37 anys. Per cada 100 dones de 18 o més anys hi havia 97,4 homes.
La renda mediana per habitatge era de 24.531 $ i la renda mediana per família de 33.125 $. Els homes tenien una renda mediana de 30.313 $ mentre que les dones 19.167 $. La renda per capita de la població era de 12.529 $. Entorn de l'11,3% de les famílies i el 12,5% de la població estaven per davall del llindar de pobresa.

## Poblacions més properes
El següent diagrama mostra les poblacions més properes.